# Rue Legendre (Paris)
Pour les articles homonymes, voir Rue Legendre et Legendre.
La rue Legendre est une voie située dans les quartiers de la Plaine-de-Monceaux, des Batignolles et des Épinettes du 17e arrondissement de Paris.

## Situation et accès
La rue Legendre est une voie de plus de 1 500 mètres, orientée globalement sud-ouest/nord-est, qui traverse pratiquement tout le 17e arrondissement, de l'avenue de Villiers à la rue Marcadet. Le bâti, plutôt haussmannien à son début, devient plus hétérogène vers la rue Marcadet.
La rue Legendre est desservie par la ligne 13 aux stations Guy Môquet et La Fourche et par la ligne 3 aux stations Villiers et Malesherbes.

## Origine du nom

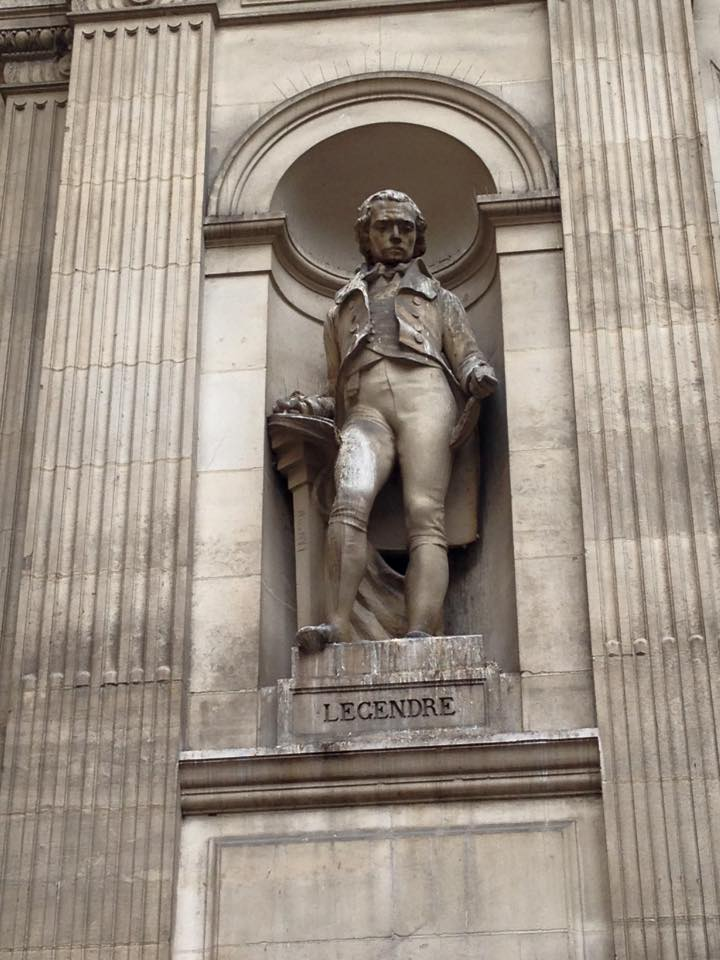
Legendre, par Alfred-Désiré Lanson.

Située dans un quartier dont de nombreuses voies sont dédiées à des savants, elle porte le nom du mathématicien Adrien-Marie Legendre (1752-1833). 

## Historique
Ancienne voie de la commune des Batignolles connue sous le nom de « rue d'Orléans » et de « chemin de Monceau » selon les tronçons, la rue est intégrée au territoire et à la voirie de la ville de Paris lors de l'extension de cette dernière par annexion des Batignolles par décret du 23 mai 1863. 
Elle prend sa dénomination actuelle par décret du 2 octobre 1865. 
Le tronçon compris entre l'avenue de Clichy et l'avenue de Saint-Ouen est ouvert en 1867. En 1912, la partie de la rue entre le boulevard de Courcelles et la place du Général-Catroux est devenue la rue Georges-Berger.

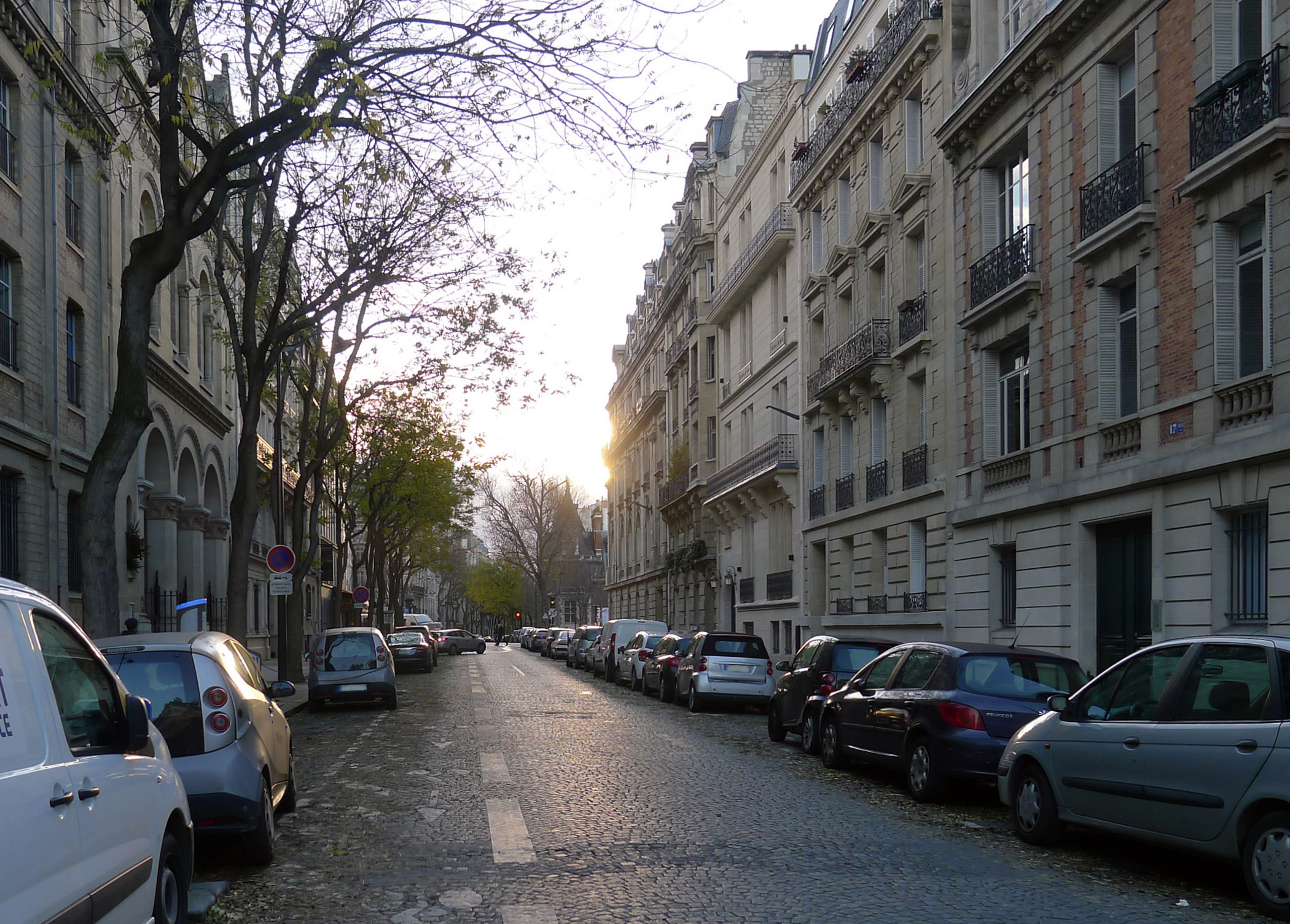
Vers l'avenue de Villiers.
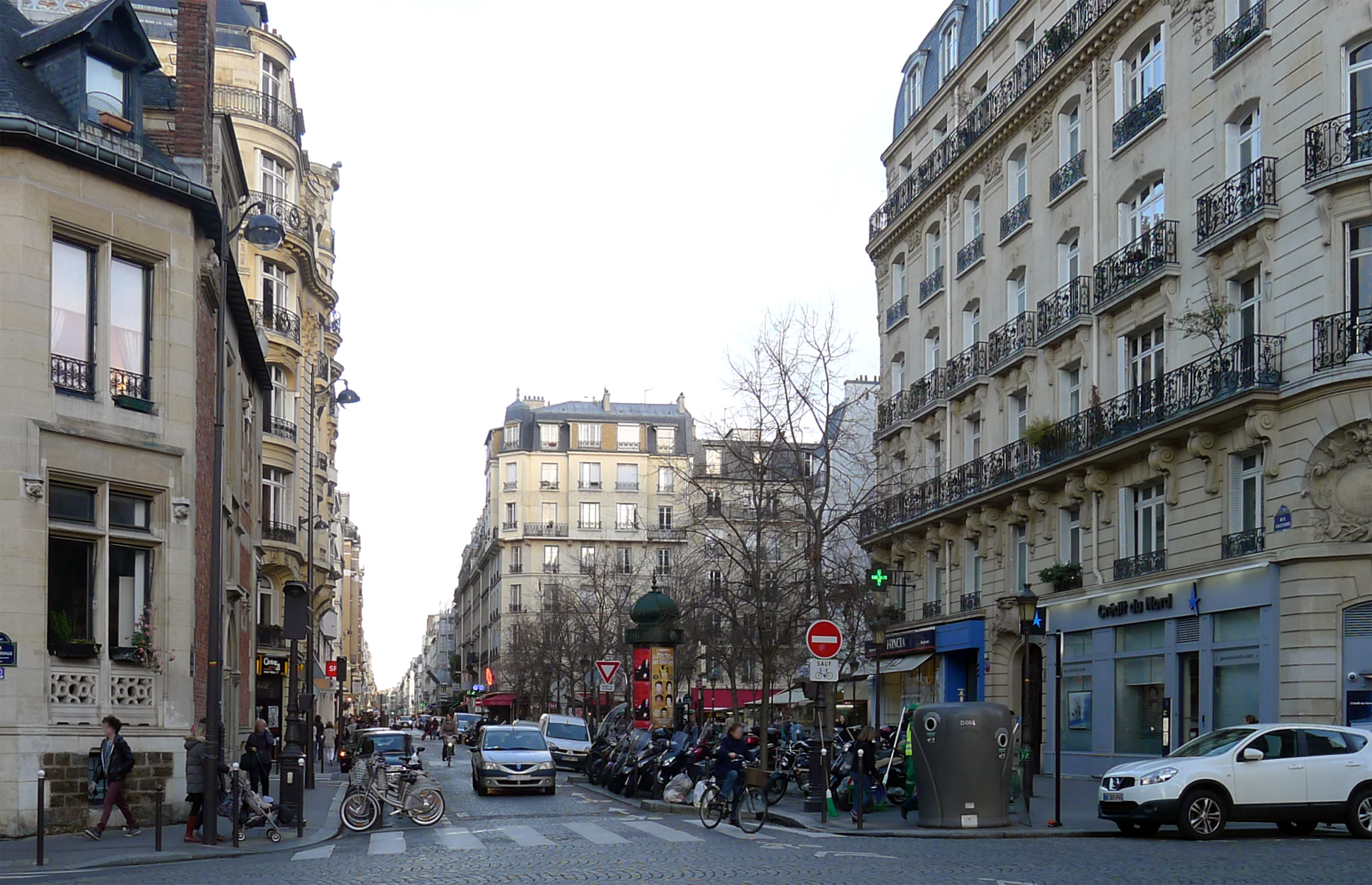
Vers l'avenue de Saint-Ouen.
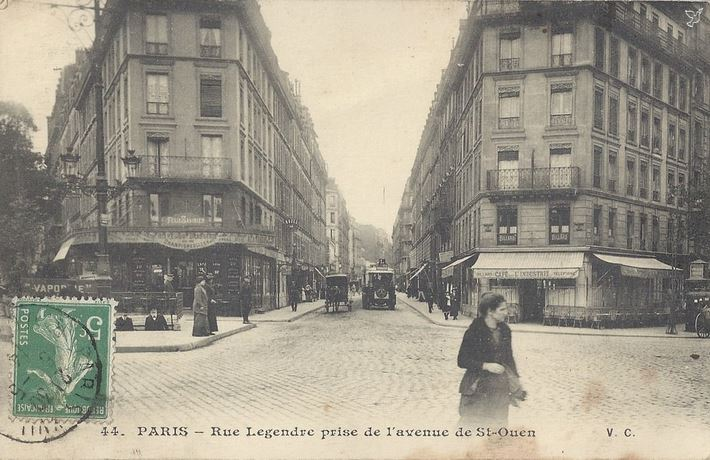
Rue Legendre prise de l'avenue de Saint-Ouen.

## Bâtiments remarquables et lieux de mémoire
- Château de Monceau (Paris)
- Église Sainte-Marie des Batignolles.
- No 2 bis : en 1886, atelier du célèbre mosaïste italien Giandomenico Facchina[2].
- No 19 : ancien hôtel particulier du parfumeur Guerlain, de style éclectique, construit par l’architecte Paul Selmersheim [3] ; l'année de sa construction est indiquée en façade : ANNO 1880.
- No 22 bis : église Saint-Charles-de-Monceau.
- Au no 22 ter vécut le député Joseph Denais de 1940 à 1960[4].
- Au n° 59 vécut le producteur de films Bernard Natan.
- Au no 69, le Celebrity Centre de l'église de Scientologie.
- Au no 85, ancienne gendarmerie impériale de Paris[5].
- No 100 : Le groupe anarchiste La Panthère des Batignolles, actif dans les années 1880, s'y réunissait[6].
- No 129 : y vécut le compositeur Paul Ladmirault (1877-1944).
- Au no 134, le Centre national du théâtre.

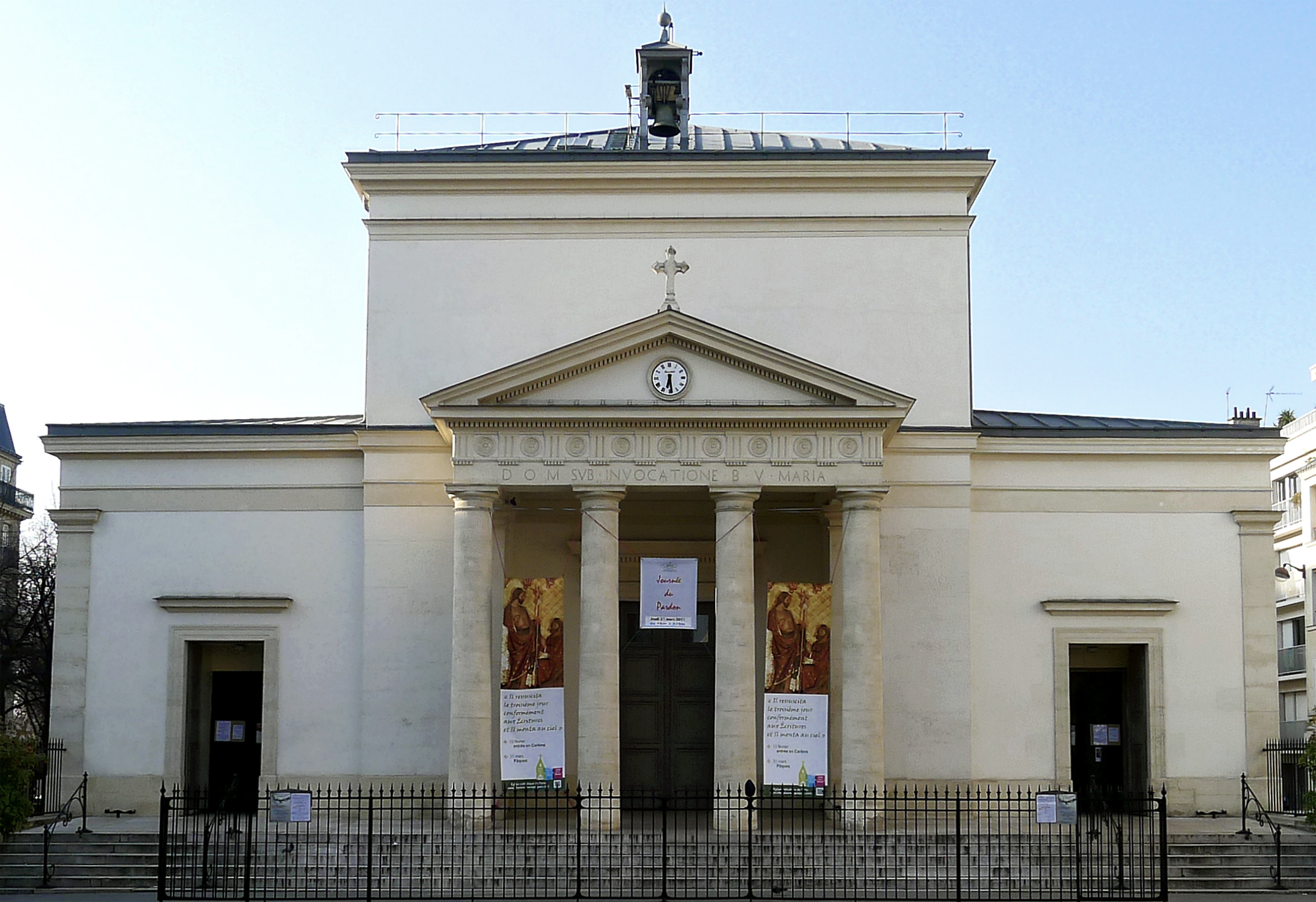
Église Sainte-Marie des Batignolles.
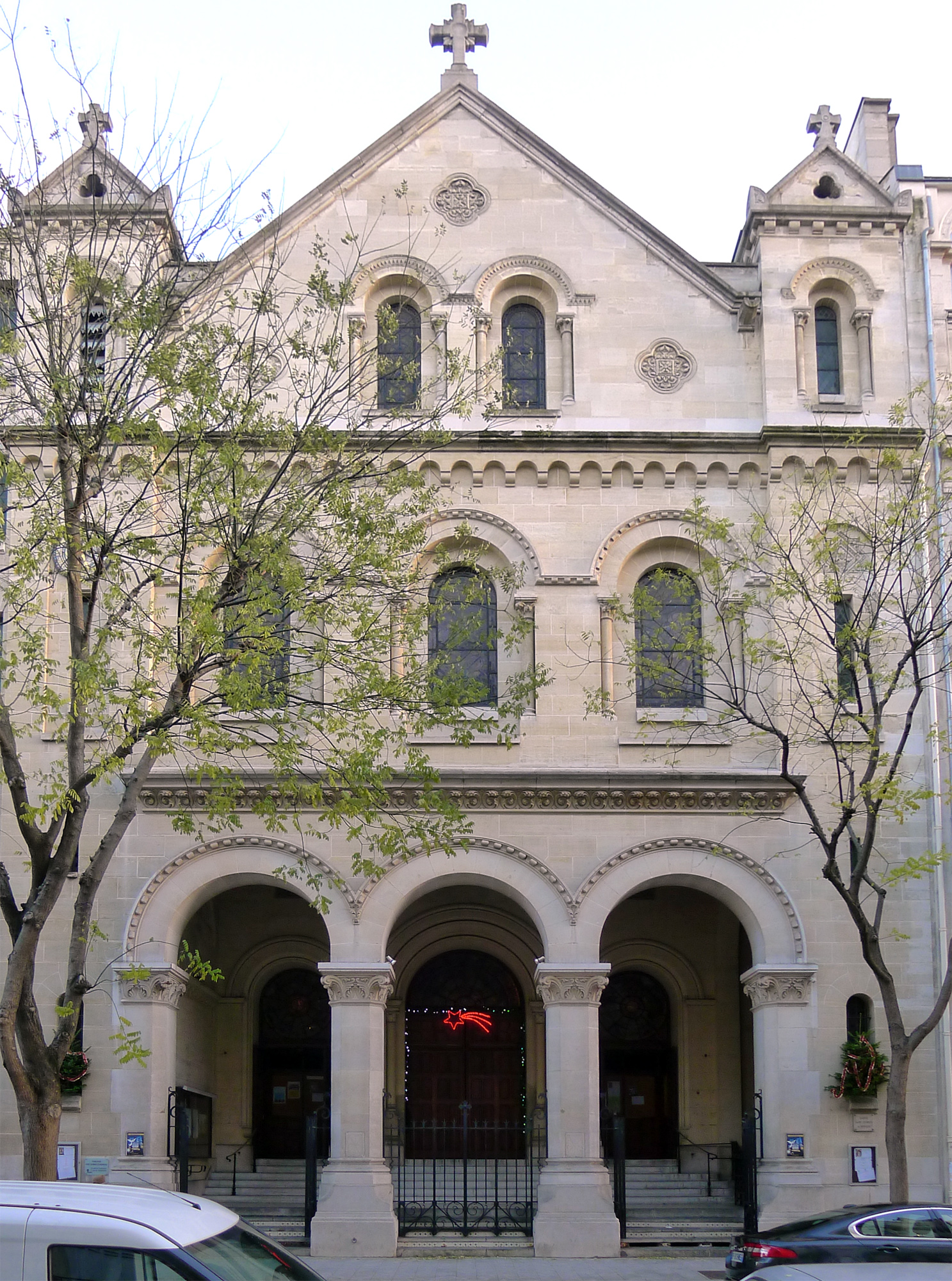
Église Saint-Charles-de-Monceau.
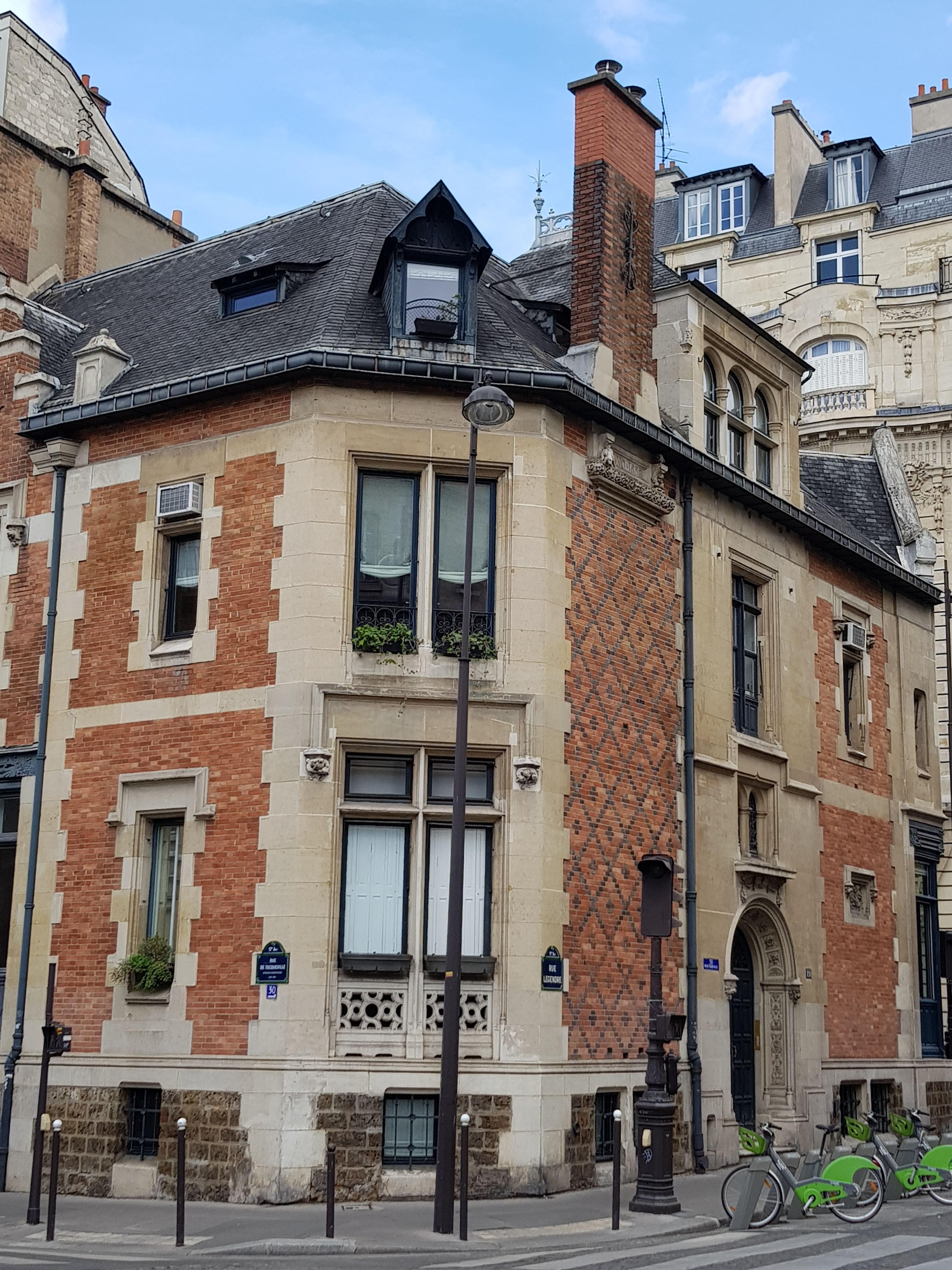
No 19.
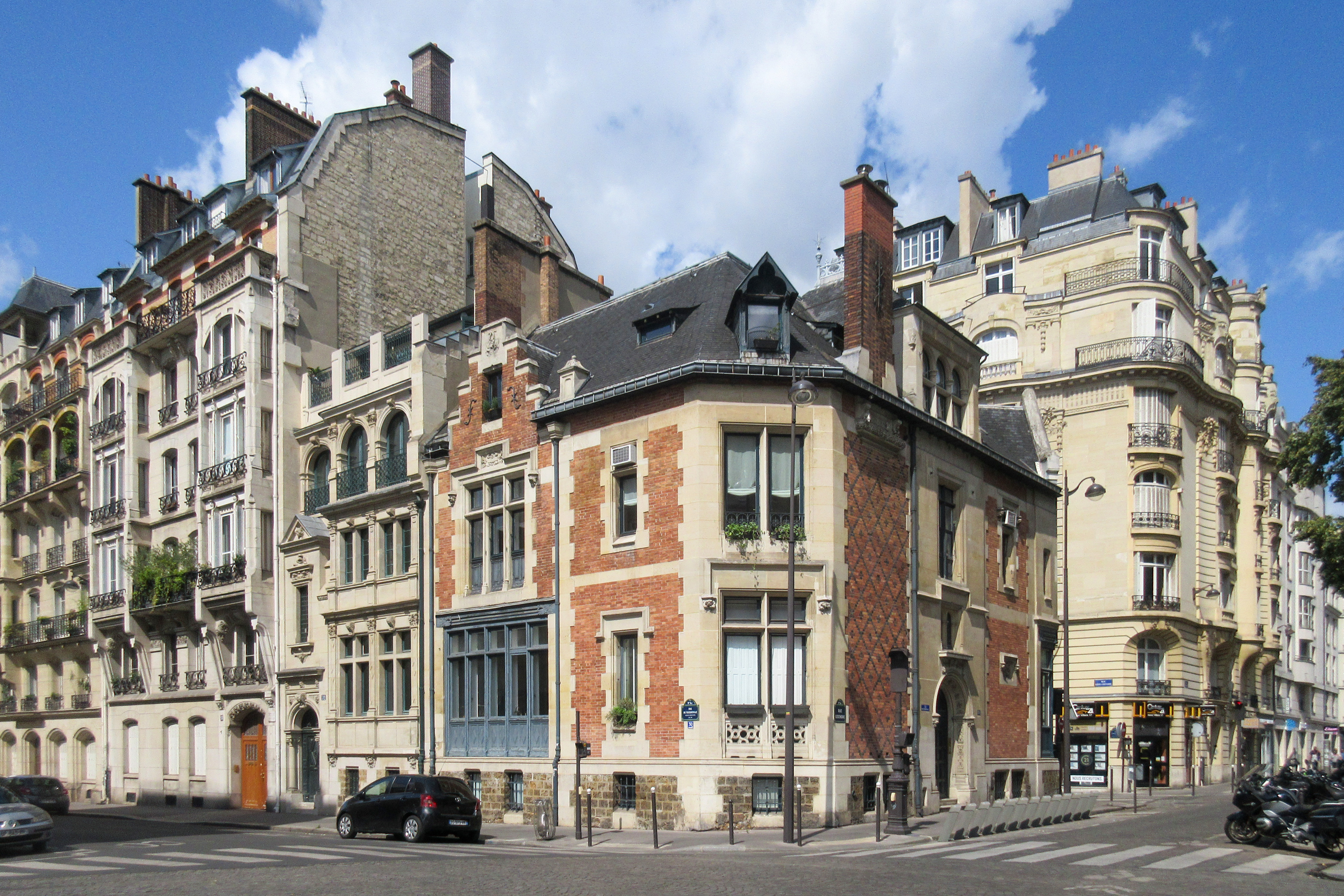
Ancien hôtel particulier du parfumeur Guerlain situé à l'angle des rues Legendre et de Tocqueville
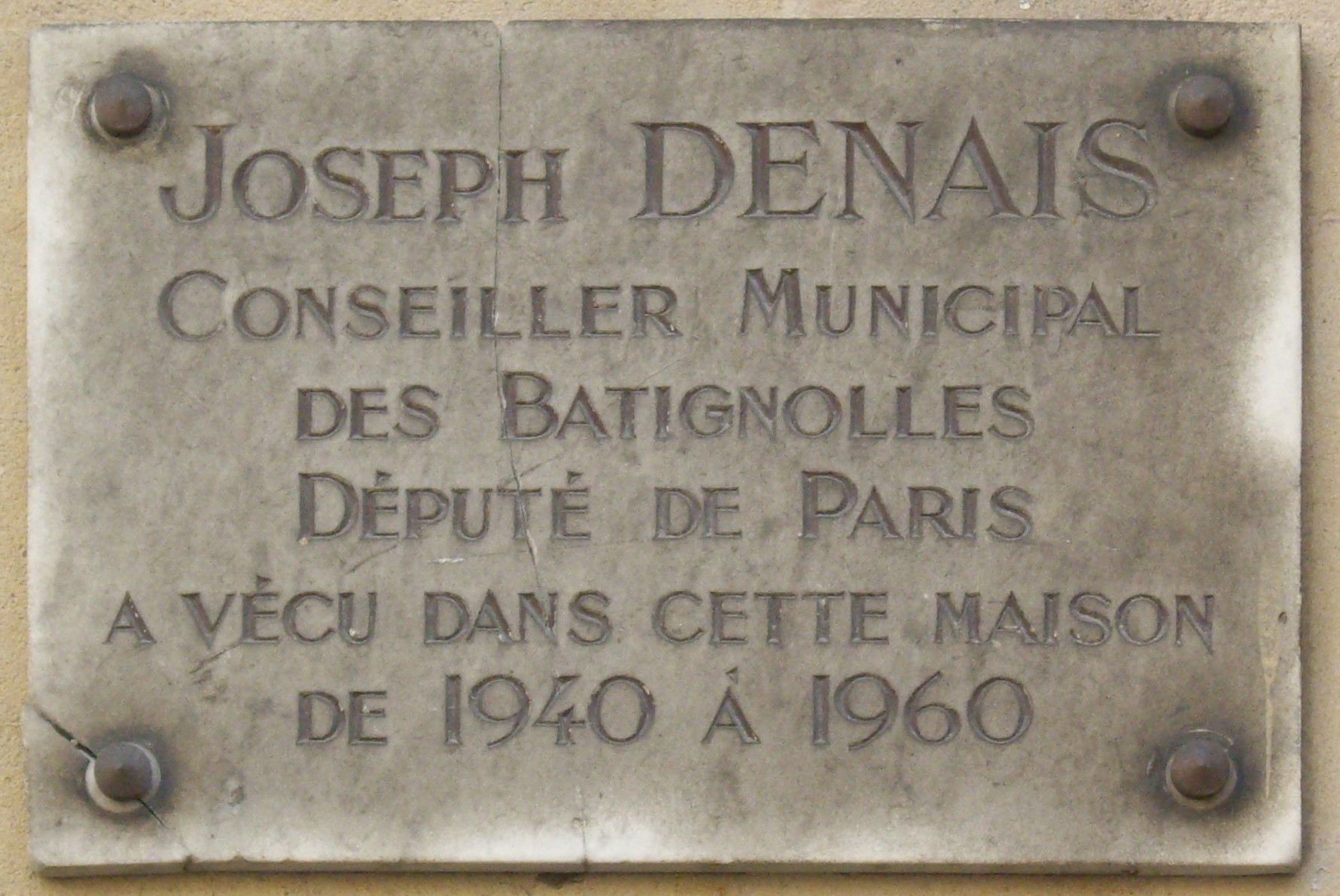
Plaque au no 22 ter.